# Aldo Aureggi
Aldo Aureggi (Roma, 6 de octubre de 1931-Roma, 21 de agosto de 2020) fue un deportista italiano que compitió en esgrima, especialista en la modalidad de florete.
Participó en los Juegos Olímpicos de Roma 1960, obteniendo una medalla de plata en la prueba por equipos. Ganó una medalla de bronce en el Campeonato Mundial de Esgrima de 1957.

## Palmarés internacional
| Juegos Olímpicos   | Juegos Olímpicos | Juegos Olímpicos  | Juegos Olímpicos    |
| Año                | Lugar            | Medalla           | Prueba              |
| ------------------ | ---------------- | ----------------- | ------------------- |
| 1960               | Roma (Italia)    | Medalla de plata  | Florete por equipos |
| Campeonato Mundial |                  |                   |                     |
| Año                | Lugar            | Medalla           | Prueba              |
| 1957               | París (Francia)  | Medalla de bronce | Florete por equipos |